# Mbuti

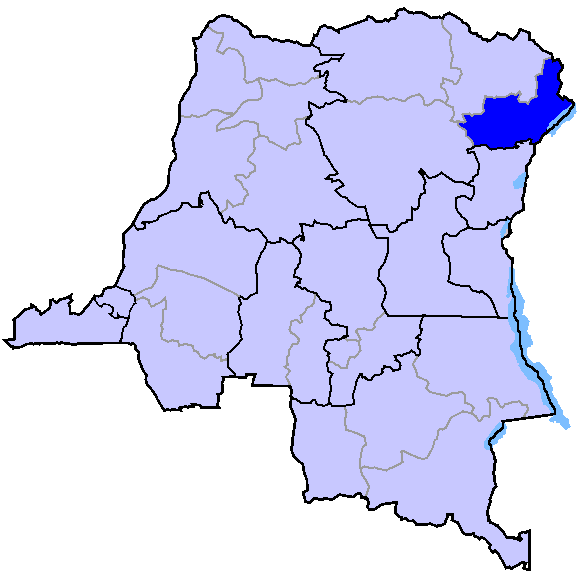
Regio Ituri in de Democratische Republiek Congo

De Mbuti, ook wel Bambuti genoemd, zijn een stam van Pygmeeën en een van de oudste, zo niet de oudste, groep van inheemse volkeren. Onderzoekers van de Stanford-universiteit toonden in een DNA-onderzoek uit 2003 aan dat de Mbuti en Khoisan nauw verwant zijn en mogelijk aan de basis van de menselijke stamboom staan.

## Organisatievorm
Ze leven in groepjes van 15 tot 60 personen. In totaal zouden er 30.000 tot 40.000 Mbuti zijn. Ze leven voornamelijk in de Democratische Republiek Congo. Er zijn drie verschillende culturen, elk met hun eigen dialect: de Efé, die Balese spreken; de Sua, die Bira spreken; en de Aka, die Mangbetu spreken. De oude Egyptenaren verwezen rond 2500 v.Chr. naar een 'volk van de bomen', wat een verwijzing zou kunnen zijn naar de Mbuti.
De Bambuti voorzien in hun onderhoud dankzij het Ituri-woud, een gebied van ongeveer 70.000 vierkante kilometer in het noordoosten van de Democratische Republiek Congo. Ze ontsnappen aan de druk van de nationale Congolese overheid door vast te houden aan hun traditionele manier van leven in het woud. Burgeroorlog en mensenrechten schendingen hebben impact op hun leven. Sommigen geven toe aan de druk en gaan in dorpen leven met behoud van hun tradities uit het woud.
Ze leven volgens een patrilineair systeem en de keuze van een woonst na het huwelijk is ook patrilokaal. De enige vorm van samenleven is de nucleaire familie. Zusterruil is een veel voorkomende vorm van huwelijk. Er is geen formele ceremonie. Polygamie komt voor maar is eerder uitzonderlijk. Er is geen leidende groep of overkoepelende politieke organisatie. Het is een egalitaire samenleving waarbij de groep de hoogste vorm van organisatie is. Mannen en vrouwen hebben ongeveer gelijke rechten. Dit komt tot uiting in besprekingen aan het kampvuur waar beide seksen hun zegje doen. Beslissingen worden genomen via consensus. Als er onenigheid is kan iemand verbannen of geslagen worden.

## Mythologie
In Bambuti-mythologie wordt het woud moeder of vader genoemd. Een belangrijk ritueel is molimo. Wanneer er iemand gestorven is houdt men het lawaaierige ritueel om het woud wakker te maken. Want als er slechte dingen gebeuren aan de kinderen van het woud dan moet het woud wel aan het slapen zijn. Het is een groot feest met eten en drinken en zingen en dansen. Vrouwen en kinderen moeten in hun hutten blijven met de deuren gesloten. Molimo is ook de naam van een houten trompet, soms van bamboe gemaakt, waarop men speelt tijdens het ritueel. Hij wordt bewaard in een boom in het woud en plechtig opgehaald door de jeugd van de groep indien nodig.
De Amerikaan Colin M. Turnbull leefde geruime tijd bij de Mbuti en beschreef zijn belevenissen in het boek Kinderen van het Ituriwoud (1961).

## Genocide
Tijdens de Tweede Congolese Burgeroorlog werden de Bambuti in 2002-2003 het slachtoffer van een genocide, gepleegd door verschillende rebellengroepen. De campagne kwam neer op een etnische zuivering van het gebied. Naar schatting vielen 60.000 tot 70.000 slachtoffers. De Congolese krijgsheer Jean-Pierre Bemba werd in dit verband veroordeeld door het Internationaal Strafhof, maar in 2018 in beroep vrijgesproken.